# هاجيمي إيشيكاوا
هاجيمي إيشيكاوا (باليابانية: 石川元) هو مجدف ياباني، ولد في 20 فبراير 1941.

## وصلات خارجية
- هاجيمي إيشيكاوا على موقع الاتحاد الدولي للتجديف (الإنجليزية)
- هاجيمي إيشيكاوا على موقع اللجنة الأولمبية الدولية (الإنجليزية)
- هاجيمي إيشيكاوا على موقع أوليمبيديا (الإنجليزية)